# August Bodenstein (Chemiker)
Carl August Bodenstein (* 30. Juni 1900 in Einbeck; † 10. August 1973 in Neu-Isenburg) war ein deutscher Chemiker, Fabrikdirektor und Kommunalpolitiker.

## Leben
Bodenstein wurde 1900 in Einbeck geboren. Nach dem Abitur studierte er Chemie an der Georg-August-Universität in Göttingen. Dort wurde er 1919 bei der Burschenschaft Holzminda aktiv. Nach beendetem Studium folgte 1926 eine Promotion. Danach war er 3 Jahre Hochschulassistent am Chemischen Institut der Johann Wolfgang Goethe-Universität Frankfurt am Main, wo er seinen späteren Arbeitgeber Carl Schleussner kennenlernte. Zur Zeit des revolutionären Umschwungs von der Glasplatte zum Zelluloid als Schichtträger und damit zum Rollfilm trat Bodenstein bei der Firma ADOX ein, entwickelte einen eigenen Schichtträger, der vorher aus den USA kam und ab 1933 selbst produziert werden konnte. Er entwickelte außerdem Rezepte und Verfahren der Papierfabrikation, baute eine wissenschaftliche Abteilung auf, wurde 1940 Prokurist und Direktor und schließlich 1950 Werksleiter beider Werke; auch als ADOX 1962 von DuPont übernommen wurde. Er veröffentlichte zahlreiche wissenschaftliche Publikationen zur Herstellung von Filmunterlagen und war für viele Patente auf diesem Gebiet verantwortlich. Nach 36 Jahren ging er am 30. Juni 1965 in den Ruhestand.
Bodenstein war langjähriges Mitglied der Gesellschaft Deutscher Chemiker. 1949 gehörte er zu den Mitbegründern der Gemeinnützigen Wohnungsbau-Gesellschaft Neu-Isenburg, in der er als Aufsichtsratsmitglied und stellvertretender Vorsitzender des Aufsichtsrates wirkte. Ebenfalls ehrenamtlich betätigte er sich in der Berufsgenossenschaft der chemischen Industrie. Seit seiner Gründung 1955 engagierte er sich beim Tierschutzverein Neu-Isenburg und Umgebung e. V., deren Vorsitz er 1961 übernahm und mit dem er den Bau eines Tierheims verwirklichte.
Immer mehr beschäftigte ihn die Kommunalpolitik. 1960 als Stadtverordneter der CDU, 1964 als stellvertretender Stadtverordnetenvorsteher. 1966 folgte seine Berufung zum ehrenamtlichen Stadtrat, wodurch er im Dezernat für europäische Zusammenarbeit wirkte. Hier brachte er für Neu-Isenburg eine Verschwisterung mit europäischen Partnerstädten, insbesondere mit Hemel Hempstead. Nach der Kommunalwahl 1968 blieb er ehrenamtlicher Stadtrat, bearbeitete dann aber unterschiedliche Aufgaben, da Dezernate für ehrenamtliche Stadträte aufgehoben wurden. Er starb 1973 in Neu-Isenburg.

## Veröffentlichungen
- Über 4-Amino- und 5-Amino-hydrinden und ihre Umwandlungen. Dissertation Göttingen 1927.
- Chemische Textilfasern, Filme und Folien. Grundlagen und Technologie. Stuttgart 1953. (Hrsg. von Rudolf Pummerer)